# Louis Emberger
Louis Emberger, né à Thann le 23 janvier 1897 et mort à Saint-Sulpice en novembre 1969, est un botaniste phytogéographe français connu pour sa classification des bioclimats méditerranéens selon l'indice climatique d'Emberger.

## Biographie
Louis Emberger est né à Thann en Alsace occupée. C'est dans la plaine d'Alsace et dans les Vosges qu'il apprit à connaître les plantes et à les aimer. À 18 ans, pour échapper à la réquisition allemande, il quitte la maison familiale et s'installe à Lyon où il entreprend des études de Pharmacie (dès 1917) et une licence en sciences naturelles (qu'il obtient en 1918). Il présentera une thèse de doctorat sous la direction du professeur Guilliermond. Sa première fonction universitaire fut celle de Préparateur en Chimie organique à la faculté de Médecine et de Pharmacie. Il publiera sa première Note en 1919 dans le Bulletin de la Société Botanique de France compte-rendu d'une excursion en Grande Chartreuse. Il est pharmacien en 1920 et à la fin de cette année, il a publié six notes préliminaires, présentées à l'Académie des Sciences par Gaston Bonnier.
En 1921, il est appelé comme chargé de cours à la faculté de pharmacie de l'université de Montpellier. Cinq ans plus tard, il est nommé chef du service botanique de l'Institut scientifique chérifien au Maroc où il restera une dizaine d'années (1926-1936). À son retour en France, il devient brièvement professeur à la faculté des sciences de Clermont-Ferrand, avant de revenir à Montpellier, où il prend la succession de son beau-père, Charles Flahault à la tête de l'Institut de botanique, jusqu'à son décès en 1969, dans sa maison de Savoie.

## Son œuvre
L'œuvre de Louis Emberger se répartit en quatre grands domaines scientifiques.  Cette œuvre est étayée par une bibliographie considérable.

### L'œuvre cytologique
Cette œuvre concerne les fougères, les prêles, les sélaginelles et les lycopodes.

### La Géographie botanique, floristique et écologie
Cette partie concerne la végétation du bassin méditerranéen en général et plus particulièrement dans le Grand Atlas oriental. Elle concerne également la classification des groupements végétaux, la répartition géographique au Maroc de l'Alfa (Stipa tenacissima) ainsi que la végétation et la flore du Maroc.
Elle comporte aussi les étages de végétation des montagnes marocaines, la définition phytogéographique du climat désertique, la place de l'arganier et les étages de végétation du Maroc. À ces travaux sur la flore marocaine (plaines, collines, montagnes) s'ajoutent ceux sur les associations végétales des de la forêt dense équatoriale et qui serviront de base à une classification biogéographique des climats. Il a été ensuite amené à comparer avec l'Australie ayant des caractéristiques méditerranéennes, homologue de la zone méditerranéenne européenne. Il est difficile de tout résumer ici.
La conclusion de ce travail est contenu dans les considérations bioclimatologiques sur le bioclimat méditerranéen, les subdivisions de ce bioclimat et la classification générale des climats du point de vue biogéographique. Le quotient d'Emberger intégrera pluies et températures en fonction des observations faites sur la végétation des stations climatiques.

### Élèves et enseignement
En 1967-1968, Louis Emberger dirige les enseignements du Diplôme d'Études Approfondies de Biologie végétale option Écologie. Cinq étudiants feront partie de cette promotion. Il prendra ensuite sa retraite. Il était assisté par Charles Sauvage.

## Décorations
- Officier de l'ordre du Ouissam Alaouite[5].

## Publications
- Recherches sur l'origine et l'évolution des plastides chez les ptéridophytes : contribution à l'étude de la cellule végétale, sous la direction d'Alexandre Guilliermond, Paris, Gaston Doin, 1921.
- Aperçu sur la végétation de l'embouchure du Bou Regreg, avec R.-P. Régnier, Rabat, Institut scientifique chérifien, 1926.
- La transformation des grès de Rabat en sol climatique, avec M. Zaborski, Rabat, Institut scientifique chérifien, 1928.
- Catalogue des plantes du Maroc : spermatophytes et ptéridophytes, avec Émile Jahandiez, René Maire, Jules-Aimé Battandier, L. Ducellier et Pío Font Quer, Alger, Minerva, 1931.
- Notice phytogéographique sur une partie de la Méséta marocaine septentrionale, avec une carte au 300.000ème,  Montpellier, Causse, Graille et Castelnau, 1931.
- Éléments de morphologie florale, préface de René Maire, Paris, Librairie Le François, 1931.
- Matériaux pour l'étude de la flore et de la végétation du Maroc, fascicules 2 et 3, 1931-1933.
- Recherches botaniques et phytogéographiques dans le Grand-Atlas oriental, massifs du Ghat et du Mgoun, Rabat, Institut scientifique chérifien, 1932.
- Notice sur les titres et travaux scientifiques de Louis Emberger, Montpellier, Causse, Graille, Castelnau, 1932.
- L'enseignement de la botanique dans les écoles primaires du Maroc, Rabat, École du livre, 1934.
- Tableau phytogéographique du Maroc, première partie, avec René Maire, Rabat, Institut scientifique chérifien, 1934.
- La végétation de l'Anti-Atlas occidental, avec René Maire, Paris, Académie des sciences, 1935.
- Les arbres du Maroc et comment les reconnaître, Paris, Larose, 1938.
- Aperçu général sur la végétation du Maroc : commentaire de la carte phytogéographique du Maroc au 1:1.500.000, Berne, Huber, 1939.
- Les plantes fossiles dans leurs rapports avec les végétaux vivants : éléments de paléobotanique et de morphologie comparée, Paris, Masson, 1944.
- Instructions pour l'établissement de la carte des groupements végétaux, avec Josias Braun-Blanquet et Roger Molinier, avec une carte-modèle des environs de Montpellier et un tableau des signes conventionnels établi par Henri Gaussen, Montpellier, Causse, Graille et Castelnau, 1947.
- Discours prononcé à l'occasion de l'inauguration officielle du nouvel Institut de botanique de l'Université, Montpellier, Causse, Graille et Castelnau, 1959.
- La botanique à Montpellier, avec Hervé Harant, Montpellier, Causse, 1959.
- Les végétaux vasculaires, Paris, Masson, 1960.
- Traité de botanique systématique, avec Marius Chadefaud, Paris, Masson, 1960.
- Écologie et agronomie : études de base et mise en valeur des terres, points de vue de l'écologiste, avec Gilbert Long, 1962.
- Rapport de synthèse sur la contribution que la recherche scientifique de base, notamment en écologie, peut apporter pour résoudre des problèmes posés par la montagne, 1962.
- Carte bioclimatique de la région méditerranéenne au 1:5.000.000, UNESCO, FAO, Paris, Institut Géographique National, 1962.
- Carte phytoécologique et carte de l'occupation des terres, cartes factorielles de la zone de mille hectares de Sologne, avec Michel Godron, Gilles Grandjouan, Alain Heaulme, Édouard Le Floc'h et Gilbert Long, Centre d'études phytosociologiques et écologiques, 1964.
- Colloque de morphologie : les types biologiques, Paris, Société botanique de France, 1966.
- Les plantes fossiles dans leurs rapports avec les végétaux vivants : éléments de paléobotanique et de morphologie comparée, seconde édition entièrement refondue et complétée, Paris, Masson, 1968.

### Fonds d'archives
- Fonds : Institut de botanique de l'Université de Montpellier (1850-1964) [5,42 ml].  Cote : 17 ETP. Montpellier : Archives départementales de l'Hérault (présentation en ligne).